# Betriebspraktikum
Ein Betriebspraktikum (oft auch Schülerpraktikum) ist in Deutschland ein Praktikum bei einem Unternehmen oder sonstigen Arbeitgeber. Es wird von Schülern der allgemeinbildenden Schulen absolviert und gilt als verpflichtende schulische Veranstaltung. Das Praktikum wird nach den Gesetzen der Bundesländer geregelt. In Haupt- und Realschulen findet es meist in der 9. Klasse, oftmals auch zusätzlich in der 8. Klasse statt. An Gymnasien wird es in der 9., 10., oder 11. Klasse durchgeführt, wobei kein spezielles Reglement besteht. An Fachoberschulen besteht die Hälfte der 11. Klasse aus einem Praktikum. Laut der Industrie- und Handelskammer muss vor einer Prüfung zum Fachabitur ein Betriebspraktikum von min. 3 Wochen Länge und 8 Stunden täglich zzgl. einer halben Stunde Mittagspause absolviert werden.

## Ziele des Praktikums
Die Ziele des Praktikums ergeben sich aus dem Bildungs- und Erziehungsauftrag der Schulen. Die Schülerinnen und Schüler sollen bei ihren ersten Erfahrungen mit der Wirtschafts- und Arbeitswelt begleitet und bei ihrer Berufswahl unterstützt werden. Zudem sollen die vermittelten Unterrichtsinhalte gefestigt und erweitert werden. Sie sollen durch die Mitarbeit und Beobachtung im Unternehmen die berufliche Realität erleben und anhand dieser die eigene Berufsfindung vorantreiben.

## Rechtliches
Für den Zeitraum des Betriebspraktikums besteht gesetzlicher Versicherungsschutz.
Das Praktikum unterliegt keiner Sozialversicherungspflicht, da keine Tätigkeit gegen Entgelt und Vorschriften der Ausbildungsordnung ausgeübt wird. Es besteht die Möglichkeit der Förderung durch die Bundesagentur für Arbeit, die Berufsorientierungsmaßnahmen für Schülerinnen und Schüler der allgemeinbildenden Schulen anbietet (§ 44 SGB III).